# Хаберландт, Готлиб
Готлиб Иоганн Фридрих Ха́берландт (Га́берландт) (нем. Gottlieb Johann Friedrich Haberlandt; 28 ноября 1854, Унгариш-Альтенбург — 30 января 1945, Берлин) — австрийский ботаник и физиолог растений. Сын Фридриха Хаберландта, брат Михаэля Хаберландта. Один из основоположников физиологического направления в анатомии растений.
Член-корреспондент Германской академии «Леопольдина», а также Прусской Венской и Баварской академий наук. В 1924 году Хаберландт был избран иностранным членом-корреспондентом Российской академии наук.

## Биография
Родился 28 ноября 1854 года в венгерском городе Мошон (сейчас — часть города Мошонмадьяровар) в семье известного учёного-натуралиста, специалиста в области физиологии растений Фридриха Хаберландта (1826—1878), который в то время был профессором местного сельскохозяйственного института.
В 1874—1876 годах учился в Венском университете. Затем переехал в Тюбинген, чтобы учиться у Симона Швенденера.
С 1877 года работал в Венском университете. С 1888 года — профессор ботаники и директор ботанического сада в Граце, в 1909—1923 годах — профессор Берлинского университета.

## Вклад в науку
C трудами Хаберландта связано развитие физиологии растений в начале XX века. Его основные работы были посвящена вопросам физиологической системы растительных тканей. Главный труд — «Физиологическая анатомия растений» — были издан в 1884 году и выдержал несколько переизданий.
Готлиб Хаберландт — один из основоположников физиологического направления в анатомии растений («физиологической анатомии растений»), автор классификации растительных тканей в зависимости от их функционального назначения. Является автором таких терминов, как «механическая ткань», «проводящая ткань» и «ассимиляционная ткань».
В своей работе 1902 года он предложил концепцию культуры клеток растений in vitro, при этом Хаберландт использовал раствор, предложенный Вильгельмом Кнопом, а также глюкозу и пептон. Кроме того, Хаберландт выдвинул гипотезу о тотипотентности растительной клетки, в соответствии с которой из культивируемых клеток можно регенерировать отдельные органы и даже целое растение.
Первооткрыватель раневых гормонов — стимулирующих клеточное деление продуктов распада растительных клеток. Изучал реакции ориентирования растительных клеток (тропизмы), явления раздражимости.